# Салтарин білоголовий
Салтарин білоголовий (Pseudopipra pipra) — вид горобцеподібних птахів родини манакінових (Pipridae).

## Поширення
Вид поширений у басейні Амазонки, на Гвіанському щиті та в передгір'ях Анд у Бразилії, Колумбії, Еквадорі, Гаяні, Французькій Гвіані, Перу, Суринамі та Венесуелі, а також на узбережжі східної Бразилії, в Коста-Риці та Панамі. Мешкає у нижньому ярусі тропічних і субтропічних рівнинних і гірських вологих лісів до 2000  метрів над рівнем моря.

## Опис
Дрібний птах, завдовжки 9-10 см. Самець повністю чорний з білосніжним тіменем і потилицею. Самиця має сіре тім’я та боки голови, темно-оливковий колір зверху та сіруватий знизу, боки мають оливковий відтінок. Більш східні підвиди, як правило, мають менше сивини на голові, андські - більш оливкові знизу.

## Підвиди
Таксон включає 13 підвидів:
- Pseudopipra pipra anthracina (Ridgway), 1906 - центральна та східна Коста-Рика та західна Панама.
- Pseudopipra pipra bolivari (Meyer de Schauensee), 1950 - північно-західна Колумбія.
- Pseudopipra pipra cephaleucos (Thunberg), 1822 - східне узбережжя Бразилії.
- Pseudopipra pipra comata (Berlepsch & Stolzmann), 1894 - східне центральне Перу.
- Pseudopipra pipra coracina (Sclater), 1856 - північно-західна Венесуела, схід Еквадору та північ Перу.
- Pseudopipra pipra discolor (J.T. Zimmer), 1936 - північний схід Перу.
- Pseudopipra pipra microlopha (J.T. Zimmer), 1929 - східне Перу і західна Бразилія.
- Pseudopipra pipra minima (Chapman), 1917 - південно-західна Колумбія на західній стороні західних Анд.
- Pseudopipra pipra occulta (J.T. Zimmer), 1936 - північне центральне Перу на східній стороні центральних Анд.
- Pseudopipra pipra pipra (Linnaeus), 1758 - південна та східна Венесуела, Гвіани та низовини східної Колумбії та Бразилії.
- Pseudopipra pipra pygmaea (J.T. Zimmer) 1936 - нижня течія річки Уайяґа на півночі центрального Перу.
- Pseudopipra pipra separabilis (J.T. Zimmer), 1936 - південна сторона нижньої течії Амазонки.
- Pseudopipra pipra unica (Meyer de Schauensee), 1945 - долина річки Магдалени в Колумбії.